# Bladsnijdermier
De bladsnijdermier (Acromyrmex coronatus) is een mierensoort uit de onderfamilie van de Myrmicinae. De wetenschappelijke naam van de soort is voor het eerst geldig gepubliceerd in 1804 door Fabricius.